# Quatuors à cordes de Robert Schumann

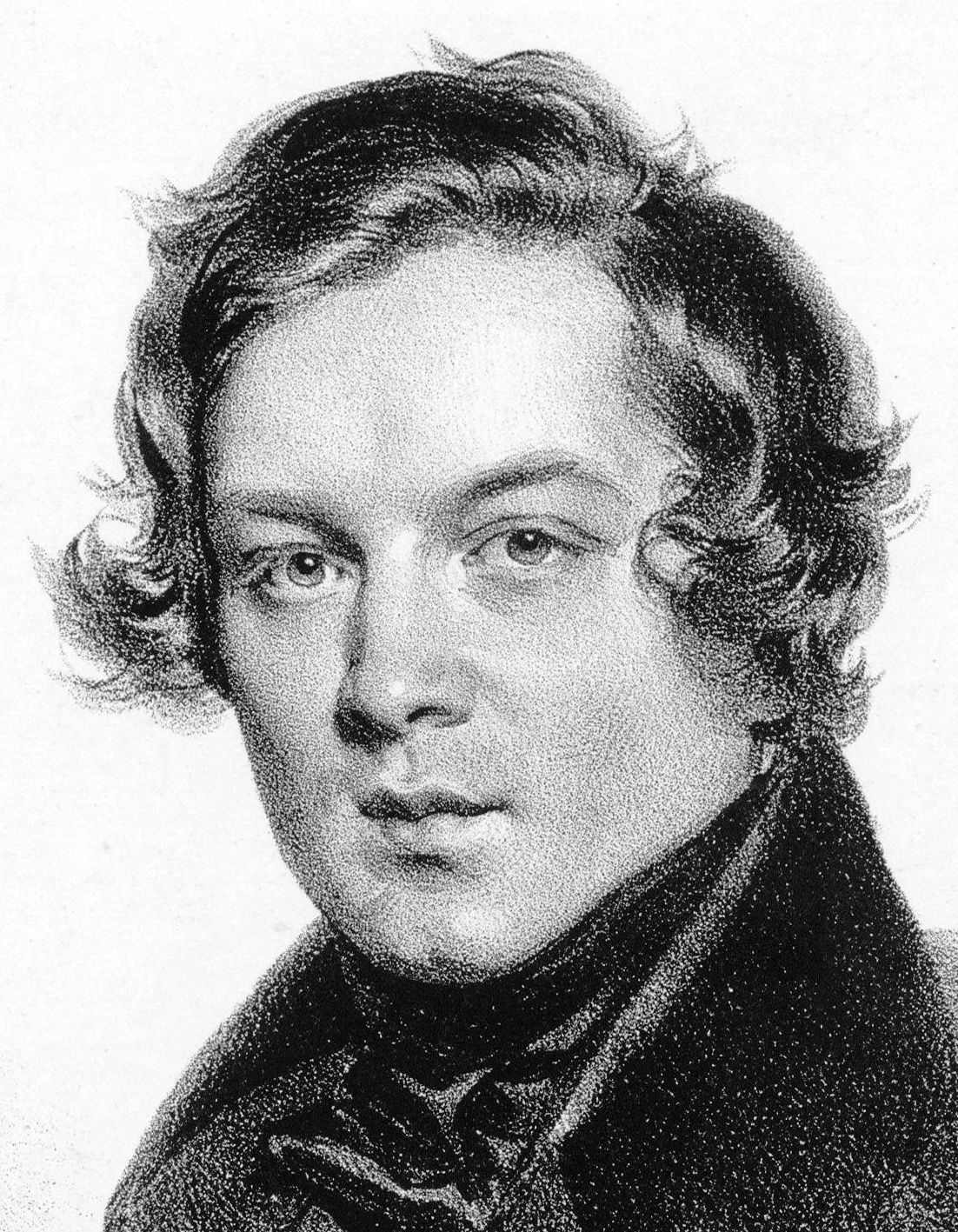
Robert Schumann

Robert Schumann a écrit trois quatuors à cordes op. 41 en 1842.
Il s'agit des premières œuvres de musique de chambre du compositeur, écrite un an après sa première symphonie et son concerto pour piano. Ils sont dédiés à Felix Mendelssohn. Ils ont été écrits à une période relativement heureuse de l'auteur, marié un an plus tôt et père d'une fillette d'un an. Ils sont également contemporains de son quatuor avec piano et de son quintette avec piano , ce qui fait que 1842 est considéré comme l' « année de la musique de chambre » pour Schumann.
Le compositeur réfléchit à ses quatuors dès 1838 et compose ses premières esquisses en étudiant ceux de Mozart et de Beethoven. Il reprend ses notes entre juin et septembre 1842 et achève les partitions le 8 septembre. La première est donnée le 13 septembre de cette année pour l'anniversaire de sa femme Clara, mais les créations publiques n'ont lieu qu'en janvier 1843 au théâtre du Gewandhaus de Leipzig.

## Quatuorno1 op. 41no1
L'œuvre, en la mineur, comporte quatre mouvements et sa durée d'exécution demande environ un peu plus de vingt minutes.
- Introduzione. Andante espressivo – Allegro
- Scherzo. Presto – Intermezzo
- Adagio
- Presto

## Quatuorno2 op. 41no2
L'œuvre, en fa majeur, comporte quatre mouvements et son exécution demande un peu moins de vingt minutes.
- Allegro vivace
- Andante quasi variazioni
- Scherzo – Presto
- Allegro molto vivace

## Quatuorno3 op. 41no3
L'œuvre, en la majeur, comporte quatre mouvements et sa durée d'exécution est d'environ un peu moins une demi-heure.
- Andante espressivo – Allegro molto moderato
- Assai agitato
- Adagio molto
- Finale. Allegro molto vivace

## Discographie
Nombreuses versions discographiques modernes de ces trois quatuors souvent d'excellente qualité, par les Quatuors Auryn, Kuijken, Renoir, etc. Version historique de référence par son homogénéité instrumentale, sa fidélité interprétative et son engagement musical : Quatuor Melos (DGG, 1988).